# 세르푸호프

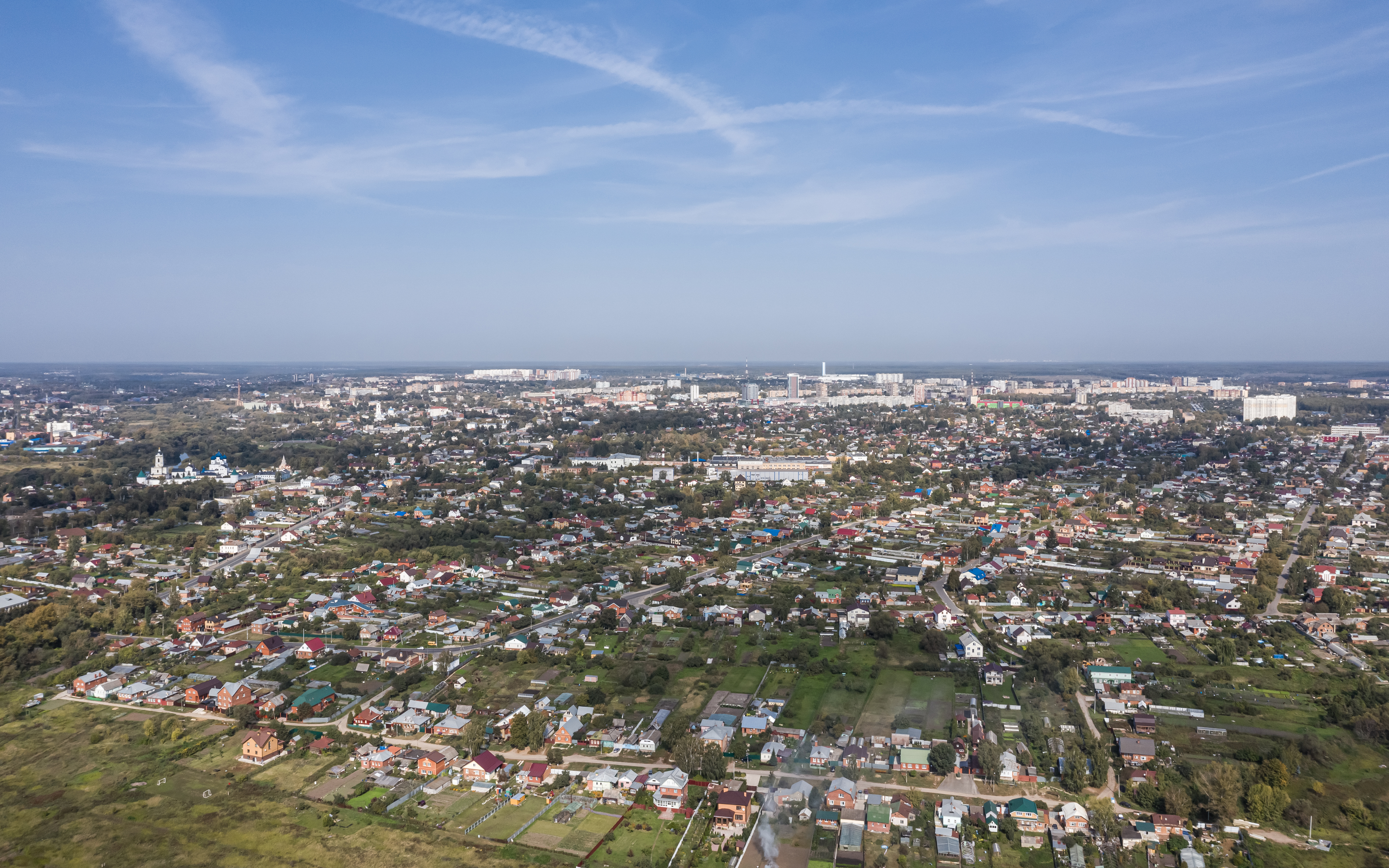

세르푸호프(러시아어: Се́рпухов)는 모스크바주에 위치한 도시이다. 오카강과 나라강에 접해 있고 모스크바에서 남쪽으로 99 km, 모스크바-심페로폴 고속도로 연결 지점에 위치해 있다. 인구는 13만 1,097명(2002년)이다.
현재도 모스크바주의 주요 직물도시이다.